# グラスホッパー (カクテル)

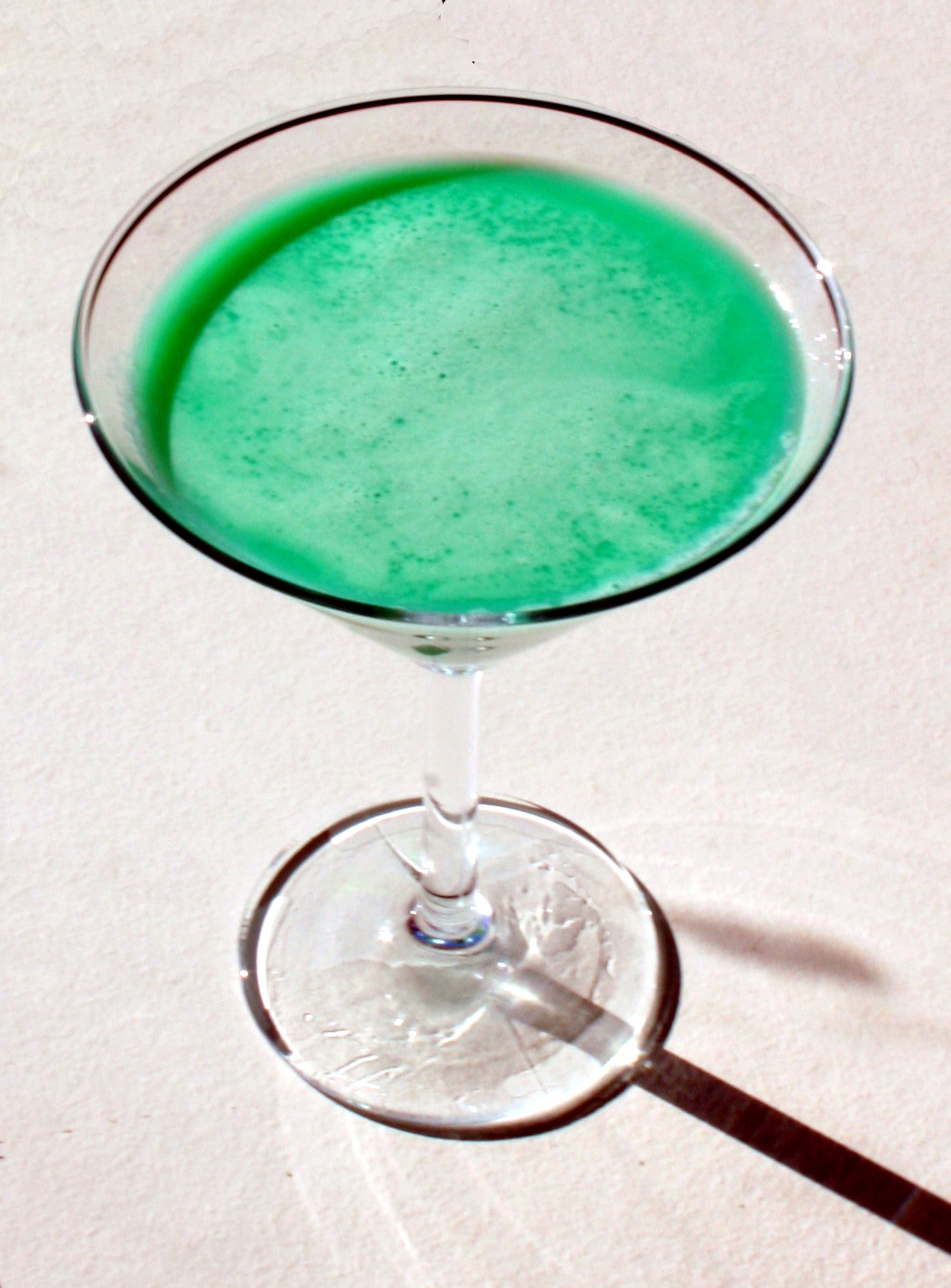
グラスホッパー

グラスホッパーは、リキュールをベースとするカクテルである。新しい作り方によって作られたグラスホッパーは、ショートドリンク（ショートカクテル）に分類される。

## 概要
カクテル名のグラスホッパーとは、「バッタ」または「キリギリス」のこと。昔と今とでは、作り方が変わったカクテルとして知られる（詳しくは、「作り方の変化」の節を参照）。
新しい作り方によるグラスホッパーは、不透明な淡い緑色に仕上げるが、この緑色はグリーン・ペパーミント・リキュールの緑色に由来し、生クリームと混ざることで淡い色彩となる。なお、カカオ・リキュールはホワイトを使用しないと淡い緑色が綺麗に出ない。このためカカオ・リキュールは、アレクサンダーを作る時などにしばしば使用される茶色のものではなく、無色透明のホワイト・カカオ・リキュールが指定されている。
なお、新旧どちらのグラスポッパーも、基本的には食後酒（アフター・デイナー・カクテル）に分類され、その中でもとりわけ代表的なカクテルとされる。しかし、別に食後に飲まなければならないと決まっているわけではない。

## 標準的なレシピ
グリーン・ペパーミント・リキュール ： ホワイト・カカオ・リキュール ： 生クリーム ＝ 1：1：1

### 作り方
グリーン・ペパーミント・リキュール、ホワイト・カカオ・リキュール、生クリームをシェークして、カクテル・グラス（容量75 - 90ml程度）に注げば完成である。

### 備考

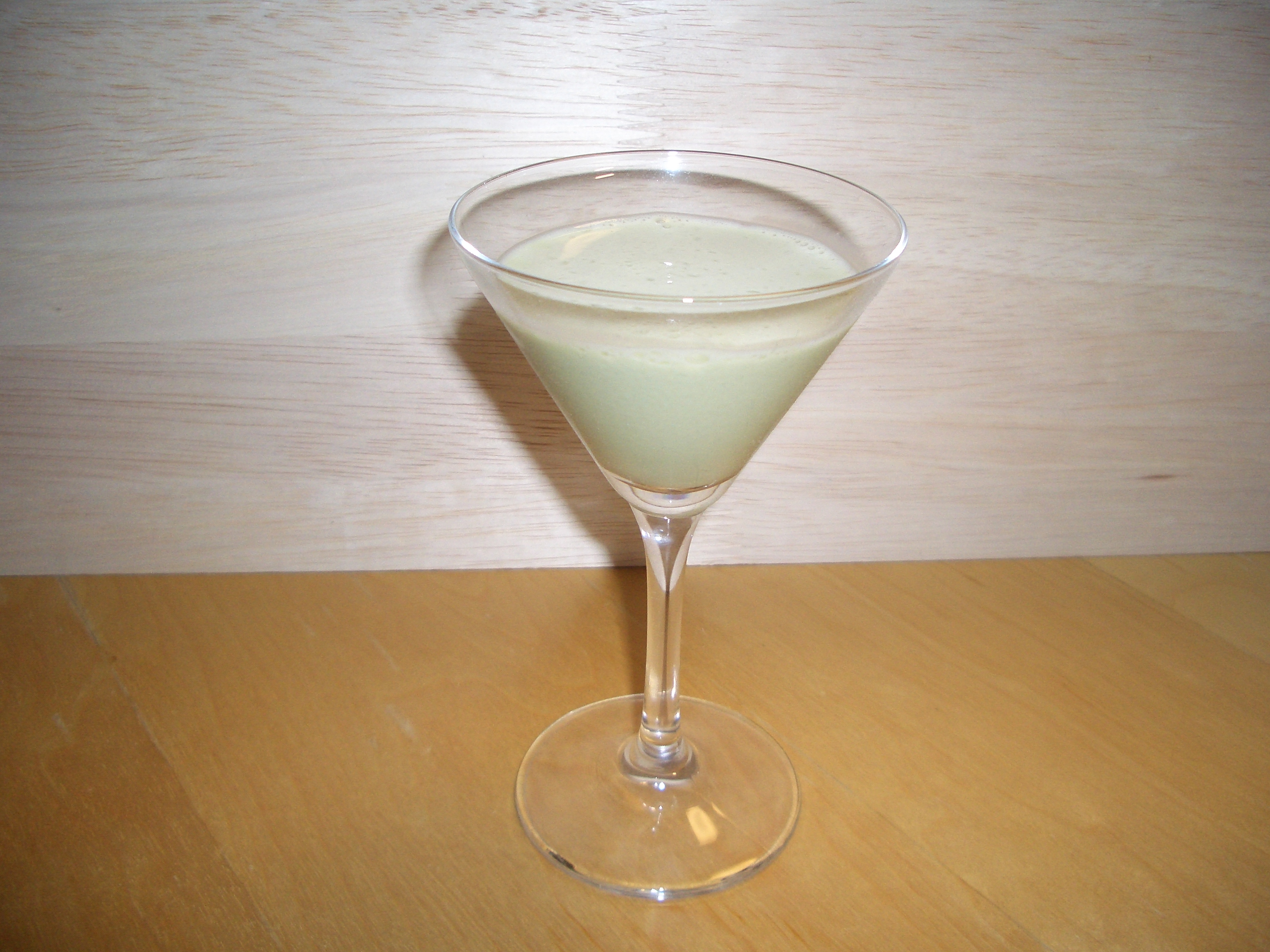
ブラウン・カカオ・リキュールを使用して作ったグラスホッパー

- 材料をシェークしてカクテル・グラスに注いだ後、仕上げにナツメグを振りかけることもある。
- グリーン・ペパーミント・リキュールとホワイト・カカオ・リキュールと生クリームが、等量ずつではないレシピも見られるが、こちらは標準ではない[3]。
- 生クリームを混合するため、シェークは強めに行う必要がある。
- 生クリームの代わりに、エバ・ミルク（無糖練乳）を使用することもある[4]。
- 仕上がりの色が変わるだけで味は変わらないので、ホワイト・カカオ・リキュールが無い場合、通常の褐色のカカオ・リキュールで代用することもある。この場合、仕上がりは暗いモスグリーンとなる[5]。

## 作り方の変化
グラスホッパーは、誕生当時、3層のプース・カフェ・スタイルのカクテルとして作られていた。それが、いつの頃からかは不明だが、シェークが行われ、完全に3種の材料が混合された形で作られるようになり、今に至る。

### 旧来のグラスホッパーの作り方
リキュール・グラス（容量30ml程度）に、まずホワイト・カカオ・リキュールを、次にグリーン・ペパーミント・リキュールを、最後に生クリームの順番でフロートさせてゆけば完成である。それぞれの比重の違いと色の違いにより、3層に別れ、中央のみが鮮やかな緑色となる。なお、グリーン・ペパーミント・リキュールとホワイト・カカオ・リキュールと生クリームは、それぞれ等量ずつである。

### 性質の変化
グラスホッパーは、作り方が変わったことでふさわしい飲み方も変わり、ロングドリンク（ロングカクテル）からショートドリンクに変化した。
プース・カフェ・スタイルで作られる旧来のグラスホッパーは、一般的に氷などは入れず、比較的ゆっくりと時間をかけて楽しむロングドリンクだった。
シェーカーを使うグラスホッパーはシェークする際に氷を入れると、材料を混ぜ合わせると同時に素早く冷却され、口当たりを良くするといった効果が得られる。その一方で、グラスに移されたあとは温度が上がって行くことで口当たりが変化し、氷が融けて味が薄まるなど欠点が目立つようになるため、冷たいうちに飲み切る。こうした短時間で味わうことが推奨されるカクテルは「ショートドリンク」に分類される。

### その他の変化
量の変化
使われる器がリキュール・グラス（容量30ml程度）からカクテル・グラス（容量75〜90ml程度）に変わり、完成時の量が多くなった。
好みに応じて比率を変えやすくなった
プース・カフェ・スタイルのグラスホッパーは、外観を綺麗な3層に仕上げるために、グリーン・ペパーミント・リキュール、ホワイト・カカオ・リキュール、生クリームをほぼ1：1：1で使う必要があった。シェークするグラスホッパーでも標準的なレシピの材料は1：1：1で、鮮やかな緑色の外見も重視されるが、層を作る場合ほど厳密な材料の比率は求められない。このため、飲む人の好みに応じて比率を調整し、味やアルコール度数を変化させやすくなった。3つの材料の比率が1：1：1ではないグラスホッパーのレシピも出てきている。

### この節の主な参考文献
- 後藤 新一 監修 『カクテル123』 日本文芸社 1998年12月15日発行 ISBN 4-537-07610-0
- 岡 純一郎 監修 『カクテルベスト100』 西東社 1991年7月30日発行 ISBN 4-7916-0927-1
- 澤井 慶明 監修 『カクテルの事典』 成美堂出版 1996年12月20日発行 ISBN 4-415-08348-X
- 花崎 一夫 監修 『ザ・ベスト・カクテル』 永岡書店 1990年6月5日発行 ISBN 4-522-01092-3

## 類似のカクテル
旧来の作り方、すなわち、プース・カフェ・スタイルのグラスホッパーには、似たカクテルとしてキューカンバー（Cucumber）というものがある。具体的には、旧来の作り方のグラスホッパーからホワイト・カカオ・リキュールを抜いたものであり、2層になっているカクテルをキューカンバーと呼ぶ。なお、カクテル名のキューカンバーとは、「キュウリ」のこと。フロート・スタイルのカクテルであり、キュウリの断面のように緑と白に分かれている。

### レシピ
- グリーン・ペパーミント・リキュール ： 生クリーム ＝ 2：1

### 作り方
リキュール・グラス（容量30ml程度）に、適量のグリーン・ペパーミント・リキュールを注ぎ、そこにグリーン・ペパーミント・リキュールの半量程度の生クリームをフロートさせれば完成である

### この節の主な参考文献
- 上田 和男 監修 『カクテル・ハンドブック』 p.67 池田書店 1997年7月31日発行 ISBN 4-262-12007-4
- 浜田 晶吾 『すぐできるカクテル505種』 有紀書房 1991年6月20日発行 ISBN 4-638-00531-4
- 澤井 慶明 監修 『カクテルの事典』 成美堂出版 1996年12月20日発行 ISBN 4-415-08348-X
- 岡 純一郎 監修 『カクテルベスト100』 西東社 1991年7月30日発行 ISBN 4-7916-0927-1

## バリエーション
新しい作り方のグラスホッパーには、次のようなバリエーションがある。ただし、新しい作り方のグラスホッパーのバリエーションには、それぞれの材料の混合比率として、1：1：1を標準としないカクテルが多数含まれる。しかし、カクテルを作る際、それぞれの材料の混合比率を、飲む人の好みに応じて変えることは、しばしば行われることなので、ここでは、多少混合比率が異なるカクテルもバリエーションとして挙げてある。
- グリーン・ペパーミント・リキュールを、ブランデーに変えると、「アレクサンダー」となる。
- グリーン・ペパーミント・リキュールを、ラムに変えると、「パナマ」となる。
- グリーン・ペパーミント・リキュールを、ウォッカに変えると、「バーバラ」となる。
- グリーン・ペパーミント・リキュールを、ドライ・ジンに変えると、「プリンセス・メアリー」となる。
- グリーン・ペパーミント・リキュールを、メロン・リキュールに変えると、「メロン・ホッパー」となる。
- グリーン・ペパーミント・リキュールを、ガリアーノに変えると、「ゴールデン・キャデラック」となる。
- ホワイト・カカオ・リキュールを、コーヒー・リキュールに変えると、「コーヒー・グラスホッパー」となる。
  - なお、コーヒー・グラスホッパーは、「メキシカン・グラスホッパー」という別名も持つ。
- ホワイト・カカオ・リキュールを、ドライ・ジンに変えると、「アレキサンダーズ・シスター」となる。

古い作り方のグラスホッパーには、次のようなバリエーションがある。
- ホワイト・カカオ・リキュールを抜いて、生クリームをシェークせずにフロートさせると、「キューカンバー」となる。（詳しくは、「類似のカクテル」の節を参照のこと。）